# Sezgin Ataç
Sezgin Ataç (* 21. März 1998 in Kalecik) ist ein türkischer Leichtathlet, der sich auf den Langstreckenlauf fokussiert hat.

## Sportliche Laufbahn
Erste Erfahrungen bei internationalen Meisterschaften sammelte Sezgin Ataç im Jahr 2017, als er bei den U20-Europameisterschaften in Grosseto in 31:12,18 min die Bronzemedaille im 10.000-Meter-Lauf gewann. Im Jahr darauf gewann er bei den U23-Mittelmeer-Meisterschaften in Jesolo in 31:04,51 min die Bronzemedaille hinter den Italienern Alessandro Giacobazzi und Ahmed Ouhda. Anschließend gewann er bei den Balkan-Meisterschaften in Stara Sagora in 14:32,73 min die Bronzemedaille im 5000-Meter-Lauf. 2019 erreichte er bei den U23-Europameisterschaften in Gävle nach 29:36,45 min Rang 17 über 10.000 m und bei den Crosslauf-Europameisterschaften im Dezember in Lissabon gelangte er nach 31:08 min auf Platz 15. 2020 siegte er in 1:03:16 h bei dem Vodafone Istanbul-Halbmarathon und platzierte sich anschließend bei den Halbmarathon-Weltmeisterschaften in Gdynia mit 1:03:21 h auf Rang 65. Im Jahr darauf siegte er in 1:03:47 h beim Adana Liberation Half Marathon und wurde nach 1:02:20 h Zweiter beim Halbmarathon in Trabzon. Ende Juni belegte er bei den Balkan-Meisterschaften in Smederevo in 8:12,42 min den fünften Platz im 3000-Meter-Lauf. 2022 gewann er bei den Balkan-Meisterschaften in Craiova in 13:58,76 min die Bronzemedaille über 5000 Meter hinter dem Kroaten Dino Bošnjak und Dario Ivanovski aus Nordmazedonien und anschließend belegte er bei den Mittelmeerspielen in Oran in 1:05:02 h den vierten Platz im Halbmarathon. Im Dezember wurde er bei den Crosslauf-Europameisterschaften in Turin nach 32:32 min 64. im Einzelrennen. 
2023 siegte er in 1:04:36 h im Halbmarathon bei den World University Games in Chengdu und sicherte sich über 10.000 Meter in 29:06,62 min die Silbermedaille über 10.000 Meter hinter dem Ugander Dismas Yeko. Im Jahr darauf kam er bei den Europameisterschaften in Rom im Halbmarathon nicht ins Ziel und bei den Straßenlauf-Europameisterschaften 2025 in Löwen belegte er in 28:11 min den siebten Platz im 10-km-Straßenlauf.
2019 wurde Ataç türkischer Meister im 10.000-Meter-Lauf.

## Persönliche Bestleistungen
- 3000 Meter: 8:12,10 min, 26. August 2022 in Bursa
  - 3000 Meter (Halle): 8:28,42 min, 4. Februar 2018 in Istanbul
- 5000 Meter: 13:45,11 min, 11. Juni 2022 in Bursa
- 10.000 Meter: 28:33,85 min, 6. Mai 2023 in Mersin
- 10-km-Straßenlauf: 28:11 min, 13. April 2025 in Löwen
- Halbmarathon: 1:02:20 h, 21. Februar 2021 in Trabzon
- Marathon: 2:07:26 h, 23. Februar 2025 in Daegu